# Panola (Alabama)
Panola è un census-designated place (CDP) degli Stati Uniti d'America situato nello stato dell'Alabama, nella contea di Sumter.
Al censimento del 2010, la popolazione era di 144 abitanti. Panola si trova a 9,7 km a nord-est di Geiger.